# Sef Imkamp
Maria Joseph Jacobus Antonius (Sef) Imkamp (Beek (Limburg), 10 maart 1925 – Den Haag, 2 juli 2013) was een Nederlands ambtenaar en politicus voor D66.

## Levensloop
Sef Imkamp werd geboren als zoon van notaris Alphons Marie Arthur Hubert Imkamp en Marie Wilhelmina Marguerite Pauline Jeanne Vissers. Na het behalen van het gymnasium-diploma studeerde hij Nederlands recht aan de Katholieke Universiteit Nijmegen. In 1958 promoveerde hij daar op een proefschrift getiteld Prijsdiscriminatie in Amerika en in het E.G.K.S.-verdrag. Imkamp was lid van het N.S.C. Carolus Magnus. In Nijmegen leerde hij Hans van Mierlo kennen.
Imkamp begon zijn carrière als ambtenaar bij Euratom te Brussel. Daarna was hij ambtenaar bij de afdeling buitenlands betalingsverkeer van het ministerie van Financiën. Van juli 1965 tot februari 1967 functioneerde hij als administrateur directoraat-generaal op het ministerie van Sociale Zaken en Volksgezondheid.
Imkamp werd bij de Tweede Kamerverkiezingen van 1967 gekozen tot lid van de Tweede Kamer. Bij de Tweede Kamerverkiezingen van 1971 werd hij herkozen. Bij de Tweede Kamerverkiezingen van 1972 werd hij in eerste instantie niet herkozen, maar nadat D66 was toegetreden tot het kabinet-Den Uyl werd hij benoemd tot lid van de Kamer, een lidmaatschap dat duurde tot 7 juni 1977.
Toen Imkamp in 1981 door Hugo Brandt Corstius onder het pseudoniem Stoker naar aanleiding van een artikel in het NRC voor racist was uitgemaakt in een column gepubliceerd door Vrij Nederland, eiste hij een rectificatie. De rechter oordeelde dat het blad het recht had deze mening te uiten.
Mr. Dr. Imkamp woonde in Middelrode en in Den Haag. Hij was getrouwd met beeldhouwer jkvr. Mary Edith van der Does de Willebois (1930), lid van de familie van der Does de Willebois (een achternicht van de bestuurder en politicus Petrus van der Does de Willebois). Het echtpaar had twee kinderen.